# Loïc Francoeur
Loïc Francoeur is een stripreeks die begonnen is in maart 1988 met Bernard Capo als schrijver en tekenaar.

## Albums
Alle albums zijn geschreven en getekend door Bernard Capo en uitgegeven door Le Lombard.
1. Hartenkoning
2. Het monster van Youdig
3. De twee zonnen van Rhodos
4. Vier juwelen voor een geest
5. Tin-Hinan
6. De nacht van Saint-Avel